# Senta Crotz (Arieja)
Senta Crotz de Volvèstre (nom occità; en francès, Sainte-Croix-Volvestre) és un municipi francès, situat a la regió d'Occitània, departament de l'Arieja.